# Karen Nyberg
Karen LuJean Nyberg (Parkers Prairie, 7 de outubro de 1969) é uma ex-astronauta norte-americana, veterana de duas missões no espaço, feitas no ônibus espacial e na nave russa Soyuz.
Formada em engenharia mecânica pela Universidade de Dakota do Norte em 1994, continuou seus estudos na Universidade do Texas, em Austin, onde suas pesquisas se focaram na termorregulação humana e testes e controles experimentais do metabolismo. Este trabalho foi sua tese de doutorado em 1998.
Karen trabalhou no Centro Espacial Lyndon B. Johnson de 1991 a 1995. Após obter o doutorado, assumiu uma posição na Divisão de Sistemas Termais trabalhando como engenheira de sistema no controle de meio ambiente para modernizar os sistemas de controles térmicos das roupas espaciais e avaliar as tecnologias de resfriamento destas roupas. Criou desenhos conceituais de estudo dos sistemas de controle termal para as futuras missões de pouso na Lua e em Marte e análises de um sistema de controle de ambiente para uma câmara hiperbárica.
Foi selecionada para o programa de treinamento de astronautas da NASA em julho de 2000, e após dois anos de treinamento e avaliação foi qualificada como especialista de missão, servindo na equipe de apoio a astronautas da Expedição 6, que passou seis meses a bordo da ISS, entre novembro de 2002 e maio de 2003. Em 2006 fez parte da equipe que participou da NEEMO 10, um exercício de simulação e treinamento em águas profundas, no laboratório submarino Aquarius, criado para ajudar a NASA a preparar tripulações para uma volta à Lua e eventuais missões tripuladas a Marte.
Nyberg foi pela primeira vez ao espaço como tripulante da nave Discovery, missão STS-124, lançada de Cabo Canaveral em 31 de maio de 2008, para acoplar a segunda parte do módulo japonês Kibo. Participou de uma segunda missão em 28 de maio de 2013, quando foi lançada do Cosmódromo de Baikonur como tripulante da nave russa Soyuz TMA-09M para integrar as Expedições 36 e 37 na ISS.Retornou em 11 de novembro de 2013, depois de 166 dias em órbita junto com sua tripulação, pousando suavemente nas planícies do Casaquistão.
Se aposentou da NASA no dia 31 de março de 2020.